# 品達
品達（しなたつ）は、東京都港区（京浜急行電鉄品川駅高架下）にて営業していた、ラーメンを中心に取り扱うフードテーマパークである。京急グループの京急開発が運営していた。

## 概要
2004年12月1日に、品達ラーメン 麺達七人衆（しなたつラーメン めんたつしちにんしゅう）としてオープンした。2006年5月3日には、その南側に隣接する形で品達どんぶり五人衆（しなたつどんぶりごにんしゅう）がオープン。2016年4月に両者を統合し、品達品川（しなたつしながわ）としてリニューアルした。入場は無料。
品達どんぶり五人衆はその名の通り、当初は丼物の提供店のみで営業していたが、店舗の入れ替わりが頻繁にあり、次第に麺料理をメインとする店舗も営業に加わるようになった。最終的には、飲食店12店舗のうち、9店舗がラーメン・麺料理をメインに扱っていた。
2016年4月15日には、フードコート形式の出張店として品達羽田（しなたつはねだ）がオープンした。
2020年3月31日に、2020年度開始予定の京急品川駅改良工事のため、品達品川が閉館した。
品達羽田は営業を続ける予定であったが、新型コロナウイルス感染症の影響により、2020年4月8日より休館した。その後、営業を再開することなく、2021年3月7日に閉館となった。

## 沿革
2004年（平成16年）
- 12月1日 - 京急品川駅の高架下に、品達ラーメン 麺達七人衆がオープン。ラーメン店7店舗、土産店1店舗の全8店舗が営業を開始する。

2006年（平成18年）
- 5月3日 - 品達ラーメンの南側に、品達どんぶり五人衆がオープン。丼料理店5店舗が営業を開始し、全13店舗となる。

2015年（平成27年）
- 4月1日 - 品川駅高架の耐震補強工事のため、「なんつッ亭弐」「蒙古タンメン中本」「しなたつ屋」が11月まで休店[6][7]。
- 11月 - 同じく品川駅高架の耐震補強工事のため、先に休店していた3店舗以外の店舗が翌年4月まで休店。「せたが屋」のみ翌年5月11日まで休店[8]。

2016年（平成28年）
- 4月 - 品達ラーメン 麺達七人衆と品達どんぶり五人衆が統合され、品達品川としてリニューアル。
- 4月15日 - 京急空港線羽田空港国際線ターミナル駅（現：羽田空港第3ターミナル駅）に、品達の出張店として品達羽田がオープン。ラーメン店3店舗が営業を開始する。

2020年（令和2年）
- 3月31日 - 泉岳寺駅 - 新馬場駅間連続立体交差事業の着工に伴い、品達品川の全店舗を営業終了し、閉館[3][4]。
- 4月8日 - 新型コロナウイルス感染症の感染拡大防止、および政府からの緊急事態宣言の発令に伴い、品達羽田が休館。事実上、この時点で品達羽田の全店舗の営業を終了。

2021年（令和3年）
- 3月7日 - 品達羽田が閉館[5]。

## 店舗履歴
便宜的に、北側に位置する（京急品川駅高輪口に近い）店舗より、若い番号を割り振っている。同じ番号にある店舗は、上に記した店舗の跡を、下に記した店舗が使用し営業していたことを示す。

### 旧「品達ラーメン 麺達七人衆」エリア
| 番号 | 店名                | ジャンル                   | 開店日         | 閉店日         |
| ---- | ------------------- | -------------------------- | -------------- | -------------- |
| 1    | なんつッ亭弐        | とんこつラーメン           | 2004年12月01日 | 2020年03月31日 |
| 2    | ひごもんず          | 熊本ラーメン               | 2004年12月01日 | 2011年11月18日 |
| 2    | 蒙古タンメン中本    | 辛味噌ラーメン             | 2012年02月02日 | 2020年03月31日 |
| 3    | せたが屋            | 魚介醤油ラーメン           | 2004年12月01日 | 2020年03月31日 |
| 4    | きび 桃太郎外伝     | 支那そば                   | 2004年12月01日 | 2018年03月30日 |
| 4    | 玉（ぎょく）        | 濃厚魚介つけめん・中華そば | 2018年04月24日 | 2020年03月31日 |
| 5    | Saijo（さいじょう） | 旭川ラーメン               | 2004年12月01日 | 2015年10月28日 |
| 5    | 麺屋翔              | 鶏出汁塩ラーメン           | 2016年04月18日 | 2020年03月31日 |
| 6    | 麺屋 蔵六           | 渡辺樹庵プロデュース       | 2004年12月01日 | 2007年10月21日 |
| 6    | TETSU               | つけめん・煮干そば         | 2007年12月01日 | 2020年03月31日 |
| 7    | くじら軒            | 横濱ラーメン               | 2004年12月01日 | 2007年10月21日 |
| 7    | 初代けいすけ        | 黒味噌ラーメン             | 2007年12月01日 | 2017年05月28日 |
| 7    | 神仙                | 金澤濃厚豚骨ラーメン       | 2017年07月01日 | 2020年03月31日 |

他に、土産処「しなたつ屋」（2004年12月1日 - 2020年3月31日）があった。

### 旧「品達どんぶり五人衆」エリア
| 番号 | 店名                       | ジャンル           | 開店日         | 閉店日         |
| ---- | -------------------------- | ------------------ | -------------- | -------------- |
| 1    | 伝説のすた丼屋             | すた丼             | 2006年05月03日 | 2020年03月31日 |
| 2    | どんぶり屋ハゲ天           | 天丼               | 2006年05月03日 | 2011年06月28日 |
| 2    | 軽井沢の唐揚げ とりまる    | 唐揚丼             | 2011年07月18日 | 2012年06月24日 |
| 2    | 北海道・十勝 ホエーどん亭  | 豚丼               | 2012年08月07日 | 2015年10月28日 |
| 2    | 野郎ラーメン               | ガッツリ系ラーメン | 2017年03月10日 | 2020年03月31日 |
| 3    | 丼屋北海道                 | 海鮮丼             | 2006年05月03日 | （不明）       |
| 3    | 海鮮道中                   | 海鮮丼             | （不明）       | 2008年11月30日 |
| 3    | 海鮮ロイヤル               | 海鮮丼             | 2008年12月16日 | 2013年06月19日 |
| 3    | まる八食堂                 | 麻婆豆腐丼         | 2014年04月08日 | 2015年02月10日 |
| 3    | 元祖ニュータンタンメン本舗 | タンタンメン       | 2015年03月01日 | 2020年03月31日 |
| 4    | 地鶏炭火焼 旬              | 親子丼             | 2006年05月03日 | 2011年10月23日 |
| 4    | 刀削麺 張家                | 西安料理           | 2011年11月18日 | 2018年03月30日 |
| 4    | 浜茶屋百万石               | 北陸海鮮居酒屋     | 2018年05月10日 | 2019年04月25日 |
| 4    | 昭和洋食 開陽亭            | 洋食               | 2019年06月03日 | 2020年03月31日 |
| 5    | 味名人（みなと）           | かつめし           | 2006年05月03日 | 2008年06月25日 |
| 5    | ゴーゴーカレー丼丼         | カレー丼           | 2008年07月25日 | 2011年03月31日 |
| 5    | 東京カリー本舗             | カレー             | 2011年04月25日 | 2011年09月27日 |
| 5    | あきばカレー工場           | 金沢カレー         | 2011年10月21日 | 2013年01月31日 |
| 5    | ゴーゴーカレー             | 金沢カレー         | 2013年07月05日 | 2020年03月31日 |

## 営業情報
所在地
〒108-0074 東京都港区高輪3-26-20
交通
京浜急行電鉄品川駅高輪口徒歩1分（京急線高架ホーム下）
営業時間
11:00 - 23:00（年中無休）

## 品達羽田
品達羽田（しなたつはねだ）は、京浜急行電鉄京急空港線羽田空港国際線ターミナル駅（現：羽田空港第3ターミナル駅）3階にて営業していた、品達の出張店（ラーメンフードコート）である。
2016年4月15日にオープンした。新型コロナウイルス感染症の影響により、2020年4月8日より長期の休館となり、2021年3月7日に閉館した。

### 店舗
全3店舗。1店舗にて入れ替えがあった。
- 中華そば「福味」 - 2016年4月15日から2020年4月7日まで営業。
- 金澤味噌ラーメン「神仙」 - 2016年4月15日から2020年4月7日まで営業。
- 博多とんこつ「笑い豚」 - 2016年4月15日から2019年3月5日まで営業。
- 濃厚豚骨ラーメン「玉 赤備」 - 2019年3月11日から2020年4月7日まで営業。「笑い豚」の跡地を使用していた。

「福味」と「笑い豚」は、品達品川で営業した「せたが屋」の別ブランドであった。

### 営業情報
所在地
〒144-0041 東京都大田区羽田空港2-6-5
交通
京浜急行電鉄京急空港線羽田空港第3ターミナル駅3階
営業時間
7:00 - 23:00（年中無休）
席数
62

## コラボレーション
以下の作品・キャラクターとコラボレーションしたスタンプラリーが行われた。各店舗の対象メニューを注文するとスタンプを獲得でき、集めたスタンプ数に応じて賞品と引き換えられた。
- ラーメン大好き小泉さん - 2017年4月1日から5月31日まで[10]。
- けいきゅん - 京浜急行電鉄のマスコットキャラクター。2018年5月10日から8月8日まで[11]。
- ゆるゆり - 2019年4月26日から6月30日まで[12]。

また、品達品川の閉館直前の2020年2月1日から3月31日までの期間にも、「品達品川 THE FINAL」と題したスタンプラリーが行われた。